# Preacher Roe
Elwin Charles "Preacher" Roe, född den 26 februari 1916 i Ash Flat i Arkansas, död den 9 november 2008 i West Plains i Missouri, var en amerikansk professionell basebollspelare som spelade i Major League Baseball (MLB) 1938 och 1944–1954. Roe var pitcher.
Roe MLB-debuterade 1938 i St. Louis Cardinals. Han slog igenom i Pittsburgh Pirates 1944–1947 och avslutade MLB-karriären i Brooklyn Dodgers 1948–1954. År 1967 valdes han in i Arkansas Sports Hall of Fame.

### Webbkällor
1. 1 2  Find a Grave, Find A Grave-ID: 31264638, läs online, läst: 9 oktober 2017.[källa från Wikidata]
2. ↑  Baseball legend Preacher Roe of West Plains dies (på engelska), KYTV, 10 november 2008, läs online.[källa från Wikidata]
3. ↑  Baseball-Reference.com, Baseball-Reference.com minor & foreign league spelar-ID: roe---001elw, läst: 21 april 2022.[källa från Wikidata]
4. ↑  ”Preacher Roe Statistics and History” (på engelska). Baseball-Reference.com. http://www.baseball-reference.com/players/r/roepr01.shtml. Läst 11 mars 2017.
5. ↑  ”"Preacher" Roe” (på engelska). Encyclopedia of Arkansas. http://www.encyclopediaofarkansas.net/encyclopedia/entry-detail.aspx?entryID=60. Läst 11 mars 2017.